# Green Cove Springs
Green Cove Springs és una població dels Estats Units, seu del comtat de Clay, a l'estat de Florida. Segons el cens del 2000 tenia 5.378 habitants.

## Demografia
Segons el cens del 2000, Green Cove Springs tenia 5.378 habitants, 1.987 habitatges, i 1.402 famílies. La densitat de població era de 304,5 habitants/km².
Dels 1.987 habitatges en un 28,9% hi vivien nens de menys de 18 anys, en un 50,2% hi vivien parelles casades, en un 16,2% dones solteres, i en un 29,4% no eren unitats familiars. En el 24,8% dels habitatges hi vivien persones soles el 12,3% de les quals corresponia a persones de 65 anys o més que vivien soles. El nombre mitjà de persones vivint en cada habitatge era de 2,51 i el nombre mitjà de persones que vivien en cada família era de 2,96.
Per edats la població es repartia de la següent manera: un 23,7% tenia menys de 18 anys, un 8,1% entre 18 i 24, un 26% entre 25 i 44, un 25% de 45 a 60 i un 17,2% 65 anys o més.
L'edat mediana era de 40 anys. Per cada 100 dones de 18 o més anys hi havia 98,3 homes.
La renda mediana per habitatge era de 33.487 $ i la renda mediana per família de 40.443 $. Els homes tenien una renda mediana de 28.097 $ mentre que les dones 22.040 $. La renda per capita de la població era de 17.673 $. Entorn del 14,6% de les famílies i el 19,1% de la població estaven per davall del llindar de pobresa.

## Poblacions més properes
El següent diagrama mostra les poblacions més properes.